# Окружной суд Гааги
Окружно́й суд Гаа́ги (нидерл. rechtbank Den Haag; до 1 января 2013 — rechtbank 's-Gravenhage) — один из одиннадцати окружных судебных органов (суд первой инстанции, трибунал (Rechtbank)) в судебной системе Нидерландов.
Райо́н Гаа́ги (arrondissement Den Haag) включает в себя северную часть провинции Южная Голландия, которую занимает региональное подразделение полиции Гааги. Суд проводит заседания в трёх местах: Гааге, Гауде и Лейдене («здание Leidsch Dagblad»). Отделения в Делфте и Альфен-ан-ден-Рейн закрылись в 2013 году.

## Юрисдикция
Округ разделен на три региона:
Регион Гаага
- Делфт, Гаага, Лейдшендам-Ворбург, Мидден-Делфланд, Пийнакер-Нутдорп, Рейсвейк, Вассенаар, Вестланд и Зутермеер .

Регион Гауда
- Альфен-ан-ден-Рейн, Бергамбахт, Бодегравен-Реувейк, Гауда, Недерлек, Ньюкоп, Аудеркерк, Шунховен, Влист, Ваддинксвен и Зюйдплас.

Лейденский регион
- Хиллегом, Кааг-эн-Браасем, Катвейк, Лейден, Лейдердорп, Лиссе, Нордвейк, Нордвейкерхаут, Угстгест, Тейлинген, Ворсхотен и Зутервуде .

## Распределение дел
Определенные типы дел (общие и кантональные дела) проводятся для регионов Лейден и Гауда в соответствующем месте. Эти места также ведут учёт для некоторых из этих видов.